# Jagdgeschwader z.b.V.
Jagdgeschwader z.b.V. (zkr.: JG z.b.V.; zur besonderen Verwendung ~ pro zvláštní účely) byla stíhací eskadra německé Luftwaffe za druhé světové války. Jednotka byla zformována 20. dubna 1944 v hesenském Kasselu a pod její velení spadaly vybrané Gruppen (~ skupiny) z několika eskader. Konkrétně se jednalo o III./JG 3, I./JG 5, II./JG 27, III./JG 54 a II./JG 53. 15. června 1944 bylo označení letky změněno na Stab/Jagdgeschwader 4 (Stab/JG 4) a jejím velitelem (Geschwaderkommodore) se stal Major Gerhard Michalski. Eskadra JG z.b.V. tedy k tomuto dni formálně zanikla. V roce 1944 spadala JG z.b.V. i následnická Stab/JG 4 pod velení 7. Jagddivision a jejím primárním úkolem byla obrana vzdušného prostoru říše (německy: Reichsluftverteidigung). Letadla této eskadry měla své základny v Kasselu a Ansbachu.

### Velitelé eskadry
- Major Gerhard Michalski, 20. dubna 1944 – 20. května 1944
- Hauptmann (~ kapitán) Walther Dahl, 20. května 1944 – 6. června 1944
- Major Gerhard Schöpfel, 6. června 1944 – 15. června 1944